# Балка Виноградна
Ба́лка Виногра́дна — ботанічний заказник місцевого значення в Україні. Розташований на території Запорізького району Запорізької області, неподалік від південно-східної околиці міста Запоріжжя.
Площа 5 га. Статус присвоєно згідно з рішенням Запорізького облвиконкому від 2.06.1987 року № 207. Перебуває у віданні: Запорізька обласна сільськогосподарська дослідницька станція.